# Liste des monuments historiques des Hautes-Pyrénées
Cet article recense les monuments historiques des Hautes-Pyrénées, en France.

## Statistiques
Au 21 juillet 2025, les Hautes-Pyrénées comptent 188 édifices comportant au moins une protection au titre des monuments historiques, dont 50 sont classés et 144 sont inscrits. Le total des monuments classés et inscrits est supérieur au nombre total de monuments protégés car plusieurs d'entre eux sont à la fois classés et inscrits.
- Haut – A
- B
- C
- D
- E
- F
- G
- H
- I
- J
- K
- L
- M
- N
- O
- P
- Q
- R
- S
- T
- U
- V
- W
- X
- Y
- Z

## Liste
| Monument                                                         | Commune                      | Adresse                                        | Coordonnées                                    | Notice                                         | Protection                                     | Date                                           | Illustration                                                    |
| ---------------------------------------------------------------- | ---------------------------- | ---------------------------------------------- | ---------------------------------------------- | ---------------------------------------------- | ---------------------------------------------- | ---------------------------------------------- | --------------------------------------------------------------- |
| Maison                                                           | Ancizan                      |                                                | 42° 52′ 24″ nord, 0° 20′ 16″ est               | « PA00095310 »                                 | Inscrit                                        | 1978                                           | Maison                                                          |
| Église Saint-Barthélemy d'Andrest                                | Andrest                      |                                                | 43° 18′ 58″ nord, 0° 03′ 41″ est               | « PA00095311 »                                 | Inscrit                                        | 1987                                           | Église Saint-Barthélemy d'Andrest                               |
| Chapelle Notre-Dame-de-l'Assomption-du-Plan                      | Aragnouet                    | Le Plan                                        | 42° 46′ 51″ nord, 0° 11′ 42″ est               | « PA00095312 et IA00126570 »                   | Classé                                         | 1939 1952                                      | Chapelle Notre-Dame-de-l'Assomption-du-Plan                     |
| Église Saint-Pierre-aux-Liens d'Éget Abside et peintures murales | Aragnouet                    | Éget                                           | 42° 47′ 52″ nord, 0° 16′ 18″ est               | « PA65000022 »                                 | Inscrit                                        | 2017                                           | Église Saint-Pierre-aux-Liens d'ÉgetAbside et peintures murales |
| Église Saint-Martin d'Arcizans-Avant                             | Arcizans-Avant               |                                                | 42° 59′ 18″ nord, 0° 06′ 19″ ouest             | « PA00095313 »                                 | Inscrit                                        | 1979                                           | Église Saint-Martin d'Arcizans-Avant                            |
| Château d'Ourout                                                 | Argelès-Gazost               |                                                | 43° 00′ 14″ nord, 0° 06′ 07″ ouest             | « PA00095314 »                                 | Inscrit                                        | 1995                                           | Château d'Ourout                                                |
| Lycée climatique d'Argelès-Gazost                                | Argelès-Gazost               |                                                | 43° 00′ 09″ nord, 0° 05′ 38″ ouest             | « PA65000012 »                                 | Inscrit                                        | 2008                                           | Lycée climatique d'Argelès-Gazost                               |
| Tumulus de Chourtigade                                           | Arné                         | Chourtigade                                    | 43° 10′ 03″ nord, 0° 28′ 45″ est               | « PA00095315 »                                 | Inscrit                                        | 1968                                           | Image manquante Téléverser                                      |
| Tumulus de La Glotte                                             | Arné                         | La Glotte                                      | 43° 10′ 08″ nord, 0° 28′ 58″ est               | « PA00095316 »                                 | Inscrit                                        | 1968                                           | Image manquante Téléverser                                      |
| Église Saint-Martin d'Arras-en-Lavedan                           | Arras-en-Lavedan             |                                                | 42° 59′ 27″ nord, 0° 07′ 38″ ouest             | « PA00095317 »                                 | Inscrit                                        | 1979                                           | Église Saint-Martin d'Arras-en-Lavedan                          |
| Château des Nestes (ou château de Camou)                         | Arreau                       |                                                | 42° 54′ 24″ nord, 0° 21′ 29″ est               | « PA00095318 »                                 | Inscrit                                        | 1981                                           | Château des Nestes (ou château de Camou)                        |
| Église Notre-Dame d'Arreau                                       | Arreau                       |                                                | 42° 54′ 14″ nord, 0° 21′ 38″ est               | « PA00095319 »                                 | Inscrit                                        | 1989                                           | Église Notre-Dame d'Arreau                                      |
| Église Saint-Exupère d'Arreau                                    | Arreau                       |                                                | 42° 54′ 21″ nord, 0° 21′ 33″ est               | « PA00095320 »                                 | Classé                                         | 1952                                           | Église Saint-Exupère d'Arreau                                   |
| Maison                                                           | Arreau                       |                                                | 42° 54′ 17″ nord, 0° 21′ 33″ est               | « PA00095321 »                                 | Classé                                         | 1912                                           | Maison                                                          |
| Maison de Saint-Exupère                                          | Arreau                       |                                                | 42° 54′ 22″ nord, 0° 21′ 32″ est               | « PA00095322 »                                 | Inscrit                                        | 1928                                           | Maison de Saint-Exupère                                         |
| Chapelle de Pouey-Laün                                           | Arrens-Marsous               |                                                | 42° 57′ 02″ nord, 0° 13′ 03″ ouest             | « PA00095323 »                                 | Classé                                         | 1954                                           | Chapelle de Pouey-Laün                                          |
| Église Saint-Pierre d'Arrens                                     | Arrens-Marsous               |                                                | 42° 57′ 22″ nord, 0° 12′ 54″ ouest             | « PA00095324 »                                 | Inscrit                                        | 1941 1989                                      | Église Saint-Pierre d'Arrens                                    |
| Église Notre-Dame de Médoux d'Asté                               | Asté                         |                                                | 43° 02′ 29″ nord, 0° 10′ 09″ est               | « PA00095325 »                                 | Inscrit                                        | 1989                                           | Église Notre-Dame de Médoux d'Asté                              |
| Église Saint-Félix d'Aucun                                       | Aucun                        |                                                | 42° 58′ 25″ nord, 0° 11′ 35″ ouest             | « PA00095326 »                                 | Classé                                         | 1922                                           | Église Saint-Félix d'Aucun                                      |
| Tour d'Aucun                                                     | Aucun                        |                                                | 42° 58′ 27″ nord, 0° 11′ 30″ ouest             | « PA00095327 »                                 | Inscrit                                        | 1942                                           | Tour d'Aucun                                                    |
| Église Saint-Félix-de-Valois d'Aulon                             | Aulon                        |                                                | 42° 51′ 04″ nord, 0° 17′ 49″ est               | « PA00095446 »                                 | Inscrit                                        | 1989                                           | Église Saint-Félix-de-Valois d'Aulon                            |
| Usine blanche et usine rouge Oustau                              | Aureilhan                    | 2 rue de la Tuilerie                           | 43° 14′ 06″ nord, 0° 05′ 24″ est               | « PA00132678 »                                 | Inscrit                                        | 1994                                           | Usine blanche et usine rouge Oustau                             |
| Villa Oustau                                                     | Aureilhan                    | 24 avenue Jean-Jaurès                          | 43° 14′ 12″ nord, 0° 05′ 38″ est               | « PA00132680 »                                 | Inscrit                                        | 1994                                           | Villa Oustau                                                    |
| Église de la Nativité-de-la-Sainte-Vierge d'Auriébat             | Auriébat                     |                                                | 43° 29′ 43″ nord, 0° 05′ 17″ est               | « PA00095328 »                                 | Classé                                         | 1914                                           | Église de la Nativité-de-la-Sainte-Vierge d'Auriébat            |
| Grottes de Gargas                                                | Aventignan                   |                                                | 43° 03′ 19″ nord, 0° 32′ 10″ est               | « PA00095329 »                                 | Classé                                         | 1910                                           | Grottes de Gargas                                               |
| Puyo de l'Ardoun                                                 | Avezac-Prat-Lahitte          | L'Usine                                        | 43° 05′ 10″ nord, 0° 22′ 01″ est               | « PA00095332 »                                 | Inscrit                                        | 1970                                           | Image manquante Téléverser                                      |
| Tumulus de L'Estaque                                             | Avezac-Prat-Lahitte          | Chemin de l'Estaque                            | 43° 04′ 33″ nord, 0° 21′ 21″ est               | « PA00095330 »                                 | Classé                                         | 1970                                           | Image manquante Téléverser                                      |
| Tumulus de La Gare                                               | Avezac-Prat-Lahitte          | La Gare                                        | 43° 05′ 01″ nord, 0° 21′ 54″ est               | « PA00095331 »                                 | Inscrit                                        | 1970                                           | Image manquante Téléverser                                      |
| Église Saint-Fructueux d'Azereix                                 | Azereix                      |                                                | 43° 12′ 35″ nord, 0° 00′ 39″ ouest             | « PA00095333 »                                 | Inscrit                                        | 1979                                           | Église Saint-Fructueux d'Azereix                                |
| Lavoir d'Azereix                                                 | Azereix                      |                                                | 43° 12′ 34″ nord, 0° 00′ 40″ ouest             | « PA00095334 »                                 | Inscrit                                        | 1979                                           | Lavoir d'Azereix                                                |
| Maison                                                           | Azereix                      | Rue des Pyrénées                               | 43° 12′ 26″ nord, 0° 00′ 33″ ouest             | « PA00095335 »                                 | Inscrit                                        | 1988                                           | Maison                                                          |
| Église Notre-Dame-de-l'Assomption d'Azet                         | Azet                         |                                                | 42° 48′ 39″ nord, 0° 21′ 08″ est               | « PA00135468 »                                 | Inscrit                                        | 1995                                           | Église Notre-Dame-de-l'Assomption d'Azet                        |
| Église Saint-Jean de Bagnères-de-Bigorre : portail et portique   | Bagnères-de-Bigorre          | Rue Saint-Jean Rue des Thermes                 | 43° 03′ 47″ nord, 0° 08′ 52″ est               | « PA00095336 »                                 | Inscrit                                        | 1926                                           | Église Saint-Jean de Bagnères-de-Bigorre : portail et portique  |
| Église Saint-Vincent de Bagnères-de-Bigorre                      | Bagnères-de-Bigorre          |                                                | 43° 03′ 55″ nord, 0° 09′ 00″ est               | « PA00095337 »                                 | Classé                                         | 1990                                           | Église Saint-Vincent de Bagnères-de-Bigorre                     |
| Maison de Jeanne d'Albret                                        | Bagnères-de-Bigorre          | 5 rue du Vieux-Moulin                          | 43° 03′ 50″ nord, 0° 08′ 55″ est               | « PA00095338 »                                 | Inscrit                                        | 1927                                           | Image manquante Téléverser                                      |
| Maison d'Uzer                                                    | Bagnères-de-Bigorre          | 1 Place d'Uzer                                 | 43° 03′ 47″ nord, 0° 08′ 47″ est               | « PA00095339 »                                 | Inscrit                                        | 1986                                           | Maison d'Uzer                                                   |
| Monument aux morts de Bagnères-de-Bigorre                        | Bagnères-de-Bigorre          | place Georges-Clemenceau                       | 43° 04′ 01″ nord, 0° 08′ 55″ est               | « PA65000023 »                                 | Inscrit                                        | 18 octobre 2018                                | Monument aux morts de Bagnères-de-Bigorre                       |
| Musée Salies                                                     | Bagnères-de-Bigorre          | 7 Place des Thermes                            | 43° 03′ 46″ nord, 0° 08′ 46″ est               | « PA65000018 »                                 | Inscrit                                        | 2014                                           | Musée Salies                                                    |
| Temple protestant de Bagnères-de-Bigorre                         | Bagnères-de-Bigorre          | 2, avenue Prosper-Noguès                       | 43° 03′ 40″ nord, 0° 08′ 54″ est               | « PA65000019 »                                 | Inscrit                                        | 2015                                           | Temple protestant de Bagnères-de-Bigorre                        |
| Tour des Jacobins                                                | Bagnères-de-Bigorre          |                                                | 43° 03′ 51″ nord, 0° 08′ 54″ est               | « PA00095340 »                                 | Classé                                         | 1932                                           | Tour des Jacobins                                               |
| Atelier Edmond Lay                                               | Barbazan-Debat               | 14 Avenue du Pic-du-Midi                       | 43° 11′ 33″ nord, 0° 07′ 57″ est               | « PA65000021 »                                 | Classé                                         | 2020                                           | Image manquante Téléverser                                      |
| Maison Edmond Lay                                                | Barbazan-Debat               | 20 Avenue du Pic-du-Midi                       | 43° 11′ 19″ nord, 0° 07′ 54″ est               | « PA65000020 »                                 | Classé                                         | 2020                                           | Image manquante Téléverser                                      |
| Maison Latour                                                    | La Barthe-de-Neste           | R.N. 129                                       | 43° 04′ 53″ nord, 0° 23′ 00″ est               | « PA00095341 »                                 | Inscrit                                        | 1983                                           | Image manquante Téléverser                                      |
| Bergerie Sainte-Bernadette                                       | Bartrès                      |                                                | 43° 07′ 10″ nord, 0° 02′ 53″ ouest             | « PA00135469 »                                 | Inscrit                                        | 1995                                           | Bergerie Sainte-Bernadette                                      |
| Dolmen du Pouey Mayou                                            | Bartrès                      |                                                | 43° 09′ 22″ nord, 0° 03′ 58″ ouest             | « PA00095342 »                                 | Classé                                         | 1889                                           | Dolmen du Pouey Mayou                                           |
| Tumulus de la Halliade                                           | Bartrès                      | Les Landes                                     | 43° 08′ 52″ nord, 0° 03′ 42″ ouest             | « PA00095343 »                                 | Classé                                         | 1977                                           | Image manquante Téléverser                                      |
| Manoir de Bazet                                                  | Bazet                        | 13 rue de l'Église                             | 43° 17′ 28″ nord, 0° 04′ 44″ est               | « PA65000002 »                                 | Inscrit                                        | 1997 2000                                      | Image manquante Téléverser                                      |
| Église Saint-Michel de Bazus-Aure                                | Bazus-Aure                   |                                                | 42° 51′ 23″ nord, 0° 21′ 01″ est               | « PA65000009 »                                 | Inscrit                                        | 2004                                           | Église Saint-Michel de Bazus-Aure                               |
| Château de Beaucens                                              | Beaucens                     |                                                | 42° 58′ 19″ nord, 0° 03′ 35″ ouest             | « PA00095344 »                                 | Inscrit                                        | 1927                                           | Château de Beaucens                                             |
| Manoir de Cohitte                                                | Beaucens                     |                                                | 42° 59′ 01″ nord, 0° 03′ 37″ ouest             | « PA65000006 »                                 | Inscrit                                        | 1998                                           | Image manquante Téléverser                                      |
| Église Saint-Martin de Beaudéan                                  | Beaudéan                     |                                                | 43° 01′ 44″ nord, 0° 09′ 59″ est               | « PA00095345 »                                 | Classé                                         | 1989                                           | Église Saint-Martin de Beaudéan                                 |
| Viaduc de Lanespède                                              | Bégole                       |                                                | 43° 09′ 40″ nord, 0° 16′ 50″ est               | « PA00095346 »                                 | Inscrit                                        | 1984                                           | Viaduc de Lanespède                                             |
| Église de la Nativité-de-la-Sainte-Vierge de Bénac               | Bénac                        |                                                | 43° 09′ 14″ nord, 0° 01′ 31″ est               | « PA00095347 »                                 | Inscrit                                        | 1972                                           | Église de la Nativité-de-la-Sainte-Vierge de Bénac              |
| Chapelle Saint-Brice de Betbèze                                  | Betbèze                      |                                                | 43° 17′ 53″ nord, 0° 33′ 00″ est               | « PA00095348 »                                 | Inscrit                                        | 1977                                           | Image manquante Téléverser                                      |
| Dolmen de Bize                                                   | Bize                         | Col de Bouchère                                | 43° 02′ 36″ nord, 0° 26′ 40″ est               | « PA00095349 »                                 | Classé                                         | 1900                                           | Image manquante Téléverser                                      |
| Abbaye de l'Escaladieu                                           | Bonnemazon                   |                                                | 43° 06′ 36″ nord, 0° 15′ 25″ est               | « PA00095350 »                                 | Classé                                         | 1938 1939                                      | Abbaye de l'Escaladieu                                          |
| Église Saint-Barthélémy de Boô                                   | Boô-Silhen                   |                                                | 43° 01′ 25″ nord, 0° 04′ 05″ ouest             | « PA00095351 »                                 | Inscrit                                        | 1986                                           | Église Saint-Barthélémy de Boô                                  |
| Église Saint-Vincent de Silhen                                   | Boô-Silhen                   |                                                | 43° 00′ 46″ nord, 0° 04′ 44″ ouest             | « PA00095352 »                                 | Inscrit                                        | 1986                                           | Église Saint-Vincent de Silhen                                  |
| Église Saint-Germé d'Ilhan                                       | Bordères-Louron              |                                                | 42° 52′ 26″ nord, 0° 23′ 04″ est               | « PA00095353 »                                 | Inscrit                                        | 1989                                           | Église Saint-Germé d'Ilhan                                      |
| Église Notre-Dame de Bourisp                                     | Bourisp                      |                                                | 42° 49′ 42″ nord, 0° 20′ 20″ est               | « PA00095354 »                                 | Classé                                         | 1960                                           | Église Notre-Dame de Bourisp                                    |
| Château des Comtes de Comminges de Bramevaque                    | Bramevaque                   |                                                | 42° 58′ 34″ nord, 0° 34′ 27″ est               | « PA00095355 »                                 | Inscrit                                        | 1950                                           | Château des Comtes de Comminges de Bramevaque                   |
| Église Saint-Barthélémy de Bramevaque                            | Bramevaque                   |                                                | 42° 58′ 41″ nord, 0° 34′ 26″ est               | « PA00095447 »                                 | Inscrit                                        | 1989                                           | Église Saint-Barthélémy de Bramevaque                           |
| Chapelle Notre-Dame de Pène-Tailhade                             | Cadéac                       |                                                | 42° 53′ 19″ nord, 0° 20′ 55″ est               | « PA00095356 »                                 | Inscrit                                        | 1971                                           | Chapelle Notre-Dame de Pène-Tailhade                            |
| Château de Camalès                                               | Camalès                      |                                                | 43° 21′ 34″ nord, 0° 04′ 25″ est               | « PA65000007 »                                 | Inscrit                                        | 1999                                           | Image manquante Téléverser                                      |
| Église Notre-Dame-de-l'Assomption de Sainte-Marie-de-Campan      | Campan                       |                                                | 42° 59′ 05″ nord, 0° 13′ 38″ est               | « PA00095358 »                                 | Inscrit                                        | 1989                                           | Église Notre-Dame-de-l'Assomption de Sainte-Marie-de-Campan     |
| Église Saint-Jean-Baptiste de Campan                             | Campan                       |                                                | 43° 01′ 00″ nord, 0° 10′ 37″ est               | « PA00095357 »                                 | Classé                                         | 1972                                           | Église Saint-Jean-Baptiste de Campan                            |
| Halle de Campan                                                  | Campan                       |                                                | 43° 01′ 02″ nord, 0° 10′ 37″ est               | « PA00095359 »                                 | Inscrit                                        | 1927                                           | Halle de Campan                                                 |
| Monument aux morts de Campan                                     | Campan                       | place Georges-Clemenceau                       | 43° 01′ 00″ nord, 0° 10′ 38″ est               | « PA65000024 »                                 | Inscrit                                        | 18 octobre 2018                                | Monument aux morts de Campan                                    |
| Tres Puyos                                                       | Campistrous                  |                                                | 43° 07′ 45″ nord, 0° 21′ 56″ est               | « PA00095360 »                                 | Classé                                         | 1965                                           | Image manquante Téléverser                                      |
| Tumuli d'Arioulès de Chourrine                                   | Campistrous                  | Arioulès de Chourrine                          | 43° 07′ 45″ nord, 0° 21′ 56″ est               | « PA00095360 »                                 | Classé                                         | 1965                                           | Image manquante Téléverser                                      |
| Église de la Sainte-Trinité de Capvern-les-Bains                 | Capvern                      |                                                | 43° 07′ 16″ nord, 0° 18′ 28″ est               | « PA65000010 »                                 | Inscrit                                        | 2006                                           | Église de la Sainte-Trinité de Capvern-les-Bains                |
| Collégiale de l'Assomption de Castelnau-Magnoac                  | Castelnau-Magnoac            |                                                | 43° 17′ 42″ nord, 0° 30′ 25″ est               | « PA00095361 »                                 | Inscrit                                        | 1977                                           | Collégiale de l'Assomption de Castelnau-Magnoac                 |
| Château de Laborie                                               | Castelnau-Rivière-Basse      | La Tyre                                        | 43° 34′ 44″ nord, 0° 03′ 34″ ouest             | « PA00095452 »                                 | Inscrit                                        | 1992                                           | Image manquante Téléverser                                      |
| Château de Montus                                                | Castelnau-Rivière-Basse      |                                                | 43° 34′ 08″ nord, 0° 01′ 31″ ouest             | « PA00095362 »                                 | Inscrit                                        | 1988                                           | Château de Montus                                               |
| Église Saint-Cyr-et-Sainte-Julitte de Castelnau-Rivière-Basse    | Castelnau-Rivière-Basse      | La Ville                                       | 43° 34′ 49″ nord, 0° 01′ 34″ ouest             | « PA00095363 »                                 | Inscrit                                        | 1960                                           | Église Saint-Cyr-et-Sainte-Julitte de Castelnau-Rivière-Basse   |
| Église Saint-Jean-Baptiste de Mazères                            | Castelnau-Rivière-Basse      |                                                | 43° 34′ 50″ nord, 0° 00′ 35″ ouest             | « PA00095364 »                                 | Classé                                         | 1910                                           | Église Saint-Jean-Baptiste de Mazères                           |
| Gare de Cauterets                                                | Cauterets                    |                                                | 42° 53′ 34″ nord, 0° 06′ 51″ ouest             | « PA00095365 »                                 | Inscrit                                        | 1981                                           | Gare de Cauterets                                               |
| Hôtel d'Angleterre (salle à manger)                              | Cauterets                    | 1 boulevard Latapie-Flurin                     | 42° 53′ 19″ nord, 0° 06′ 57″ ouest             | « PA00095366 »                                 | Inscrit                                        | 1988                                           | Hôtel d'Angleterre (salle à manger)                             |
| Immeuble Continental Résidence                                   | Cauterets                    | 5 boulevard Latapie-Flurin                     | 42° 53′ 21″ nord, 0° 06′ 58″ ouest             | « PA00095367 »                                 | Inscrit                                        | 1984                                           | Immeuble Continental Résidence                                  |
| Église Saint-Calixte de Cazaux-Fréchet-Anéran-Camors             | Cazaux-Fréchet-Anéran-Camors |                                                | 42° 49′ 55″ nord, 0° 25′ 25″ est               | « PA00095368 »                                 | Classé                                         | 1944                                           | Église Saint-Calixte de Cazaux-Fréchet-Anéran-Camors            |
| Pigeonnier de Chèze                                              | Chèze                        |                                                | 42° 54′ 25″ nord, 0° 01′ 46″ ouest             | « PA65000016 »                                 | Inscrit                                        | 2010                                           | Pigeonnier de Chèze                                             |
| Chapelle Notre-Dame-de-Roumé                                     | Cieutat                      |                                                | 43° 06′ 42″ nord, 0° 12′ 38″ est               | « PA00095369 »                                 | Inscrit                                        | 1956                                           | Chapelle Notre-Dame-de-Roumé                                    |
| Église Saint-Jean-Baptiste de Sère                               | Esquièze-Sère                |                                                | 42° 52′ 44″ nord, 0° 00′ 25″ ouest             | « PA00095371 »                                 | Classé                                         | 1914                                           | Église Saint-Jean-Baptiste de Sère                              |
| Église Saint-Nicolas d'Esquièze                                  | Esquièze-Sère                |                                                | 42° 52′ 39″ nord, 0° 00′ 13″ ouest             | « PA00095370 »                                 | Inscrit                                        | 1979                                           | Église Saint-Nicolas d'Esquièze                                 |
| Château Sainte-Marie                                             | Esterre                      |                                                | 42° 52′ 33″ nord, 0° 00′ 02″ est               | « PA00095392 »                                 | Inscrit                                        | 1930                                           | Château Sainte-Marie                                            |
| Église Saint-Julien de Galan                                     | Galan                        |                                                | 43° 13′ 20″ nord, 0° 24′ 26″ est               | « PA00095372 »                                 | Inscrit                                        | 1944                                           | Église Saint-Julien de Galan                                    |
| Hôtel de ville de Galan                                          | Galan                        |                                                | 43° 13′ 21″ nord, 0° 24′ 24″ est               | « PA00095373 »                                 | Inscrit                                        | 1984                                           | Hôtel de ville de Galan                                         |
| Porte de ville                                                   | Galan                        |                                                | 43° 13′ 19″ nord, 0° 24′ 23″ est               | « PA00095374 »                                 | Inscrit                                        | 1946                                           | Porte de ville                                                  |
| Château de Gardères                                              | Gardères                     |                                                | 43° 16′ 49″ nord, 0° 06′ 41″ ouest             | « PA65000003 »                                 | Inscrit                                        | 1997                                           | Château de Gardères                                             |
| Église Notre-Dame-du-Bon-Port de Gavarnie                        | Gavarnie-Gèdre               |                                                | 42° 43′ 57″ nord, 0° 00′ 38″ ouest             | « PA65000005 »                                 | Inscrit                                        | 1998                                           | Église Notre-Dame-du-Bon-Port de Gavarnie                       |
| Église Saint-Martin de Geu                                       | Geu                          |                                                | 43° 02′ 28″ nord, 0° 03′ 03″ ouest             | « PA00095375 »                                 | Inscrit                                        | 1942                                           | Église Saint-Martin de Geu                                      |
| Chapelle Saint-Étienne de Gouaux                                 | Gouaux                       |                                                | 42° 51′ 53″ nord, 0° 21′ 35″ est               | « PA00135707 »                                 | Inscrit                                        | 1995                                           | Chapelle Saint-Étienne de Gouaux                                |
| Église Saint-Martin de Grailhen                                  | Grailhen                     |                                                | 42° 50′ 49″ nord, 0° 21′ 39″ est               | « PA00095376 »                                 | Inscrit                                        | 1979                                           | Église Saint-Martin de Grailhen                                 |
| Église Sainte-Catherine de Guchen                                | Guchen                       |                                                | 42° 51′ 47″ nord, 0° 20′ 19″ est               | « PA00095377 »                                 | Inscrit                                        | 1989                                           | Église Sainte-Catherine de Guchen                               |
| Motte castrale de Hagedet                                        | Hagedet                      |                                                | 43° 31′ 06″ nord, 0° 01′ 55″ ouest             | « PA65000004 »                                 | Inscrit                                        | 1997                                           | Motte castrale de Hagedet                                       |
| Château de Horgues                                               | Horgues                      |                                                | 43° 11′ 20″ nord, 0° 05′ 24″ est               | « PA00095378 »                                 | Inscrit                                        | 1977                                           | Image manquante Téléverser                                      |
| Collégiale Saint-Laurent d'Ibos                                  | Ibos                         |                                                | 43° 14′ 00″ nord, 0° 00′ 08″ est               | « PA00095379 »                                 | Classé                                         | 1862                                           | Collégiale Saint-Laurent d'Ibos                                 |
| Oppidum du Casterat                                              | Ibos                         | Barnières                                      | 43° 14′ 03″ nord, 0° 01′ 06″ ouest             | « PA00095380 »                                 | Inscrit                                        | 1984                                           | Image manquante Téléverser                                      |
| Église Saint-Laurent de Jézeau                                   | Jézeau                       |                                                | 42° 54′ 05″ nord, 0° 22′ 51″ est               | « PA00095381 »                                 | Classé                                         | 1971                                           | Église Saint-Laurent de Jézeau                                  |
| Église Saint-Pierre de Julos                                     | Julos                        |                                                | 43° 07′ 19″ nord, 0° 00′ 19″ est               | « PA00095382 »                                 | Inscrit                                        | 1979                                           | Église Saint-Pierre de Julos                                    |
| Grottes de Labastide                                             | Labastide                    | Laspugue                                       | 43° 01′ 58″ nord, 0° 20′ 45″ est               | « PA00095383 »                                 | Classé                                         | 1983                                           | Grottes de Labastide                                            |
| Château de Labatut                                               | Labatut-Rivière              |                                                | 43° 31′ 28″ nord, 0° 01′ 52″ est               | « PA00095384 »                                 | Inscrit                                        | 1982                                           | Château de Labatut                                              |
| Château de Laloubère                                             | Laloubère                    |                                                | 43° 12′ 31″ nord, 0° 04′ 21″ est               | « PA00135470 »                                 | Inscrit                                        | 1995                                           | Image manquante Téléverser                                      |
| Église Sainte-Eulalie de Lançon                                  | Lançon                       |                                                | 42° 53′ 05″ nord, 0° 22′ 03″ est               | « PA00095385 »                                 | Inscrit                                        | 1979                                           | Église Sainte-Eulalie de Lançon                                 |
| Viaduc de Lanespède                                              | Lanespède                    |                                                | 43° 09′ 42″ nord, 0° 16′ 47″ est               | « PA00095386 »                                 | Inscrit                                        | 1984                                           | Viaduc de Lanespède                                             |
| Église Saint-Jean-Baptiste de Lannemezan                         | Lannemezan                   |                                                | 43° 07′ 38″ nord, 0° 23′ 06″ est               | « PA00095387 »                                 | Inscrit                                        | 1945                                           | Église Saint-Jean-Baptiste de Lannemezan                        |
| Tumulus T1 et T2 de Lannemezan                                   | Lannemezan                   | Puzo Pelat                                     | 43° 06′ 26″ nord, 0° 25′ 00″ est               | « PA00095388 »                                 | Inscrit                                        | 1971                                           | Image manquante Téléverser                                      |
| Abbaye Saint-Orens de Larreule                                   | Larreule                     |                                                | 43° 26′ 44″ nord, 0° 01′ 01″ est               | « PA00132679 »                                 | Inscrit                                        | 1994                                           | Abbaye Saint-Orens de Larreule                                  |
| Église Saint-Saturnin de Loubajac                                | Loubajac                     |                                                | 43° 08′ 02″ nord, 0° 04′ 50″ ouest             | « PA00095389 »                                 | Inscrit Classé                                 | 1986 1994                                      | Église Saint-Saturnin de Loubajac                               |
| Église Saint-Félix d'Armenteule                                  | Loudenvielle                 |                                                | 42° 48′ 59″ nord, 0° 24′ 47″ est               | « PA00132681 »                                 | Inscrit                                        | 1994                                           | Église Saint-Félix d'Armenteule                                 |
| Château fort de Lourdes                                          | Lourdes                      |                                                | 43° 05′ 48″ nord, 0° 02′ 57″ ouest             | « PA00135708 »                                 | Classé                                         | 1995                                           | Château fort de Lourdes                                         |
| Four à chaux de Lourdes                                          | Lourdes                      | 34, 42 avenue Maréchal-Foch                    | 43° 05′ 26″ nord, 0° 02′ 49″ ouest             | « PA00095448 »                                 | Inscrit                                        | 1990                                           | Four à chaux de Lourdes                                         |
| Sanctuaire de Lourdes                                            | Lourdes                      | Boulevard de la Grotte                         | 43° 05′ 51″ nord, 0° 03′ 30″ ouest             | « PA00135471 »                                 | Inscrit                                        | 1995                                           | Sanctuaire de Lourdes                                           |
| Tour de Garnavie                                                 | Lourdes                      | Rue Garnavie                                   | 43° 05′ 42″ nord, 0° 02′ 53″ ouest             | « PA00095390 »                                 | Inscrit                                        | 1946                                           | Tour de Garnavie                                                |
| Église Saint-Jean-l'Évangéliste de Luc                           | Luc                          |                                                | 43° 09′ 23″ nord, 0° 10′ 41″ est               | « PA00095391 »                                 | Inscrit                                        | 1979                                           | Église Saint-Jean-l'Évangéliste de Luc                          |
| Église des Templiers de Luz-Saint-Sauveur                        | Luz-Saint-Sauveur            |                                                | 42° 52′ 18″ nord, 0° 00′ 12″ ouest             | « PA00095393 »                                 | Classé                                         | 1840                                           | Église des Templiers de Luz-Saint-Sauveur                       |
| Maison Druène                                                    | Luz-Saint-Sauveur            | Rue de Barèges                                 | 42° 52′ 21″ nord, 0° 00′ 06″ ouest             | « PA00125610 »                                 | Inscrit                                        | 1993                                           | Image manquante Téléverser                                      |
| Thermes de Saint-Sauveur                                         | Luz-Saint-Sauveur            |                                                | 42° 51′ 49″ nord, 0° 00′ 40″ ouest             | « PA00095394 »                                 | Inscrit                                        | 1975                                           | Thermes de Saint-Sauveur                                        |
| Église Sainte-Marie de Madiran                                   | Madiran                      |                                                | 43° 33′ 02″ nord, 0° 03′ 35″ ouest             | « PA00095395 »                                 | Classé                                         | 1996                                           | Église Sainte-Marie de Madiran                                  |
| Château de Maubourguet                                           | Maubourguet                  |                                                | 43° 28′ 04″ nord, 0° 02′ 32″ est               | « PA00135472 »                                 | Inscrit                                        | 1995                                           | Image manquante Téléverser                                      |
| Domaine de Saint-Girons                                          | Maubourguet                  |                                                | 43° 27′ 21″ nord, 0° 02′ 43″ est               | « PA00095396 »                                 | Inscrit                                        | 1980                                           | Domaine de Saint-Girons                                         |
| Église de l'Assomption de Maubourguet                            | Maubourguet                  |                                                | 43° 28′ 13″ nord, 0° 02′ 06″ est               | « PA00095397 »                                 | Classé                                         | 1979                                           | Église de l'Assomption de Maubourguet                           |
| Mosaïque au dieu Océan du domaine de Saint-Girons                | Maubourguet                  |                                                | 43° 27′ 21″ nord, 0° 02′ 43″ est               | « PA00095396 »                                 | Inscrit                                        | 1980                                           | Mosaïque au dieu Océan du domaine de Saint-Girons               |
| Château de Mauvezin                                              | Mauvezin                     |                                                | 43° 07′ 07″ nord, 0° 16′ 36″ est               | « PA00095398 »                                 | Inscrit                                        | 1941                                           | Château de Mauvezin                                             |
| Église de l'Assomption de Monfaucon                              | Monfaucon                    |                                                | 43° 27′ 06″ nord, 0° 06′ 59″ est               | « PA65000008 »                                 | Inscrit                                        | 1999                                           | Église de l'Assomption de Monfaucon                             |
| Chapelle Notre-Dame-de-Garaison                                  | Monléon-Magnoac              | Garaison                                       | 43° 12′ 23″ nord, 0° 30′ 09″ est               | « PA00095399 »                                 | Classé                                         | 1924 1983                                      | Chapelle Notre-Dame-de-Garaison                                 |
| Église Saint-Jean-Baptiste de Monléon-Magnoac                    | Monléon-Magnoac              |                                                | 43° 15′ 07″ nord, 0° 31′ 06″ est               | « PA00095400 »                                 | Inscrit                                        | 1989                                           | Église Saint-Jean-Baptiste de Monléon-Magnoac                   |
| Manoir de Garaison                                               | Monléon-Magnoac              |                                                | 43° 12′ 25″ nord, 0° 30′ 14″ est               | « PA00095401 »                                 | Inscrit                                        | 1973                                           | Image manquante Téléverser                                      |
| Porte fortifiée adossée au mur de l'église                       | Monléon-Magnoac              |                                                | 43° 15′ 07″ nord, 0° 31′ 06″ est               | « PA00095402 »                                 | Inscrit                                        | 1933                                           | Porte fortifiée adossée au mur de l'église                      |
| Église Saint-Barthélemy de Mont                                  | Mont                         |                                                | 42° 48′ 58″ nord, 0° 25′ 42″ est               | « PA00095403 »                                 | Classé                                         | 1910                                           | Église Saint-Barthélemy de Mont                                 |
| Calvaire du Mont Arès                                            | Nestier                      |                                                | 43° 03′ 40″ nord, 0° 28′ 30″ est               | « PA00095404 »                                 | Inscrit                                        | 1989                                           | Calvaire du Mont Arès                                           |
| Château d'Odos                                                   | Odos                         | 1 rue des Pyrénées                             | 43° 11′ 48″ nord, 0° 03′ 29″ est               | « PA65000011 »                                 | Inscrit                                        | 2006                                           | Image manquante Téléverser                                      |
| Église Saint-Martin d'Ourde                                      | Ourde                        |                                                | 42° 57′ 32″ nord, 0° 33′ 24″ est               | « PA00095405 »                                 | Classé                                         | 1972                                           | Église Saint-Martin d'Ourde                                     |
| Église Saint-Martin d'Orignac                                    | Orignac                      |                                                | 43° 07′ 23″ nord, 0° 10′ 06″ est               | « PA65000025 »                                 | Inscrit                                        | 24 mai 2018                                    | Église Saint-Martin d'Orignac                                   |
| Église Saint-Jacques de Cotdoussan                               | Ourdis-Cotdoussan            | Cotdoussan                                     | 43° 02′ 55″ nord, 0° 01′ 25″ est               | « PA00095406 »                                 | Inscrit                                        | 1979                                           | Église Saint-Jacques de Cotdoussan                              |
| Viaduc de Lanespède                                              | Péré                         |                                                | 43° 09′ 39″ nord, 0° 16′ 51″ est               | « PA00095407 »                                 | Inscrit                                        | 1984                                           | Viaduc de Lanespède                                             |
| Église Saint-Pierre de Nestalas                                  | Pierrefitte-Nestalas         |                                                | 42° 57′ 40″ nord, 0° 04′ 22″ ouest             | « PA00095408 »                                 | Inscrit                                        | 1942                                           | Église Saint-Pierre de Nestalas                                 |
| Château de l'Angle                                               | Pouzac                       | Serre-Devant                                   | 43° 05′ 17″ nord, 0° 08′ 49″ est               | « PA00095449 »                                 | Inscrit Classé                                 | 1990 1994                                      | Château de l'Angle                                              |
| Église Saint-Saturnin de Pouzac                                  | Pouzac                       |                                                | 43° 05′ 17″ nord, 0° 08′ 01″ est               | « PA00095409 »                                 | Classé                                         | 1984                                           | Église Saint-Saturnin de Pouzac                                 |
| Église Saint-Louis de Rabastens-de-Bigorre                       | Rabastens-de-Bigorre         | Rue du Foirail                                 | 43° 23′ 19″ nord, 0° 09′ 05″ est               | « PA65000017 »                                 | Inscrit                                        | 2012                                           | Église Saint-Louis de Rabastens-de-Bigorre                      |
| Site archéologique de Castetbieilh                               | Saint-Lézer                  |                                                | 43° 22′ 24″ nord, 0° 01′ 44″ est               | « PA00095410 »                                 | Inscrit                                        | 1987 1994                                      | Image manquante Téléverser                                      |
| Église Sainte-Marie de Lurp                                      | Saint-Pastous                |                                                | 43° 00′ 57″ nord, 0° 03′ 27″ ouest             | « PA00095411 »                                 | Inscrit                                        | 1986                                           | Église Sainte-Marie de Lurp                                     |
| Église Saint-Pierre de Saint-Pé-de-Bigorre                       | Saint-Pé-de-Bigorre          |                                                | 43° 06′ 10″ nord, 0° 09′ 37″ ouest             | « PA00095412 »                                 | Classé                                         | 1977                                           | Église Saint-Pierre de Saint-Pé-de-Bigorre                      |
| Maison                                                           | Saint-Pé-de-Bigorre          | 28 rue du Général-de-Gaulle                    | 43° 06′ 13″ nord, 0° 09′ 42″ ouest             | « PA65000001 »                                 | Inscrit                                        | 1996                                           | Maison                                                          |
| Maison                                                           | Saint-Pé-de-Bigorre          | 19 rue du Général-de-Gaulle                    | 43° 06′ 13″ nord, 0° 09′ 39″ ouest             | « PA00095413 »                                 | Inscrit                                        | 1935                                           | Image manquante Téléverser                                      |
| Petit séminaire de Saint-Pé-de-Bigorre                           | Saint-Pé-de-Bigorre          | Rue Procope Lassalle Rue Monseigneur Laurence  | 43° 06′ 14″ nord, 0° 09′ 37″ ouest             | « PA65000013 »                                 | Inscrit                                        | 2008                                           | Petit séminaire de Saint-Pé-de-Bigorre                          |
| Abbatiale Notre-Dame-de-l'Assomption de Saint-Savin              | Saint-Savin                  |                                                | 42° 58′ 54″ nord, 0° 05′ 28″ ouest             | « PA00095415 »                                 | Classé                                         | 1840 1956                                      | Abbatiale Notre-Dame-de-l'Assomption de Saint-Savin             |
| Chapelle Notre-Dame de Piétat                                    | Saint-Savin                  |                                                | 42° 58′ 33″ nord, 0° 05′ 08″ ouest             | « PA00095414 »                                 | Inscrit                                        | 1935                                           | Chapelle Notre-Dame de Piétat                                   |
| Maison et grange                                                 | Saint-Savin                  | Bouits                                         | 42° 58′ 39″ nord, 0° 05′ 20″ ouest             | « PA00095416 »                                 | Inscrit                                        | 1976                                           | Image manquante Téléverser                                      |
| Abbaye de Saint-Sever-de-Rustan                                  | Saint-Sever-de-Rustan        |                                                | 43° 21′ 07″ nord, 0° 13′ 31″ est               | « PA00095417 »                                 | Classé Inscrit                                 | 1914 1991 1999                                 | Abbaye de Saint-Sever-de-Rustan                                 |
| Chapelle Saint-Julien de Saléchan                                | Saléchan                     |                                                | 42° 57′ 20″ nord, 0° 38′ 05″ est               | « PA00095418 »                                 | Inscrit                                        | 1979                                           | Chapelle Saint-Julien de Saléchan                               |
| Église Saint-Vincent de Samuran                                  | Samuran                      |                                                | 42° 59′ 14″ nord, 0° 35′ 44″ est               | « PA00135473 »                                 | Inscrit                                        | 1995                                           | Image manquante Téléverser                                      |
| Église de l'Assomption de Sariac-Magnoac                         | Sariac-Magnoac               |                                                | 43° 18′ 35″ nord, 0° 32′ 29″ est               | « PA00095419 »                                 | Inscrit                                        | 1989                                           | Église de l'Assomption de Sariac-Magnoac                        |
| Église Saint-Pierre de Sarniguet                                 | Sarniguet                    |                                                | 43° 19′ 10″ nord, 0° 05′ 32″ est               | « PA00095420 »                                 | Inscrit                                        | 1979                                           | Église Saint-Pierre de Sarniguet                                |
| Église Saint-Ébons de Sarrancolin                                | Sarrancolin                  |                                                | 42° 57′ 59″ nord, 0° 22′ 36″ est               | « PA00095421 »                                 | Classé Inscrit                                 | 1903 1928                                      | Église Saint-Ébons de Sarrancolin                               |
| Tour de la Prison                                                | Sarrancolin                  |                                                | 42° 57′ 56″ nord, 0° 22′ 41″ est               | « PA00095422 »                                 | Inscrit                                        | 1941                                           | Tour de la Prison                                               |
| Église de l'Assomption de Sarriac-Bigorre                        | Sarriac-Bigorre              |                                                | 43° 22′ 56″ nord, 0° 07′ 50″ est               | « PA00095423 »                                 | Inscrit                                        | 1952                                           | Église de l'Assomption de Sarriac-Bigorre                       |
| Église Saint-Vincent de Sers                                     | Sers                         |                                                | 42° 53′ 13″ nord, 0° 02′ 19″ est               | « PA00095424 »                                 | Inscrit                                        | 1979                                           | Église Saint-Vincent de Sers                                    |
| Église Saint-André de Soublecause                                | Soublecause                  |                                                | 43° 31′ 51″ nord, 0° 01′ 09″ ouest             | « PA00095451 »                                 | Inscrit                                        | 1992                                           | Église Saint-André de Soublecause                               |
| Église Saint-André de Soulom                                     | Soulom                       |                                                | 42° 57′ 24″ nord, 0° 04′ 29″ ouest             | « PA00095425 »                                 | Inscrit                                        | 1942                                           | Église Saint-André de Soulom                                    |
|                                                                  | Tarbes                       | Voir liste des monuments historiques de Tarbes | Voir liste des monuments historiques de Tarbes | Voir liste des monuments historiques de Tarbes | Voir liste des monuments historiques de Tarbes | Voir liste des monuments historiques de Tarbes | Voir liste des monuments historiques de Tarbes                  |
| Grotte de Tibiran-Jaunac                                         | Tibiran-Jaunac               |                                                | 43° 03′ 21″ nord, 0° 32′ 29″ est               | « PA00095433 »                                 | Classé                                         | 1953                                           | Image manquante Téléverser                                      |
| Tumulus de la Croix-La Botte                                     | Tilhouse                     | Chemin de la Tenarèze                          | 43° 05′ 06″ nord, 0° 20′ 30″ est               | « PA00095434 »                                 | Inscrit                                        | 1969                                           | Tumulus de la Croix-La Botte                                    |
| Château de Tostat                                                | Tostat                       |                                                | 43° 19′ 36″ nord, 0° 05′ 50″ est               | « PA00095435 »                                 | Inscrit Classé                                 | 1987 1988                                      | Château de Tostat                                               |
| Château de Tramezaygues                                          | Tramezaïgues                 |                                                | 42° 47′ 50″ nord, 0° 17′ 13″ est               | « PA00095436 »                                 | Inscrit                                        | 1980                                           | Château de Tramezaygues                                         |
| Église des Carmes de Trie-sur-Baïse                              | Trie-sur-Baïse               |                                                | 43° 19′ 13″ nord, 0° 22′ 20″ est               | « PA00095438 »                                 | Inscrit                                        | 1977                                           | Église des Carmes de Trie-sur-Baïse                             |
| Église Notre-Dame-des-Neiges de Trie-sur-Baïse                   | Trie-sur-Baïse               |                                                | 43° 19′ 13″ nord, 0° 22′ 12″ est               | « PA00095437 »                                 | Inscrit                                        | 1928                                           | Église Notre-Dame-des-Neiges de Trie-sur-Baïse                  |
| Tour carrée de Trie-sur-Baïse                                    | Trie-sur-Baïse               |                                                | 43° 19′ 14″ nord, 0° 22′ 18″ est               | « PA00095439 »                                 | Inscrit                                        | 1939                                           | Tour carrée de Trie-sur-Baïse                                   |
| Hôtel de Journet                                                 | Vic-en-Bigorre               | Avenue Jacques-Fourdace                        | 43° 23′ 17″ nord, 0° 03′ 12″ est               | « PA00095440 »                                 | Inscrit                                        | 1977                                           | Image manquante Téléverser                                      |
| Église Saint-Michel de Viella                                    | Viella                       |                                                | 42° 52′ 38″ nord, 0° 00′ 49″ est               | « PA00095450 »                                 | Inscrit                                        | 1990                                           | Église Saint-Michel de Viella                                   |
| Chapelle Saint-Pierre d'Agos                                     | Vielle-Aure                  |                                                | 42° 50′ 35″ nord, 0° 20′ 12″ est               | « PA00095441 »                                 | Classé                                         | 1863                                           | Chapelle Saint-Pierre d'Agos                                    |
| Église Saint-Barthélémy de Vielle-Aure                           | Vielle-Aure                  |                                                | 42° 49′ 50″ nord, 0° 19′ 32″ est               | « PA00095442 »                                 | Classé                                         | 1944                                           | Église Saint-Barthélémy de Vielle-Aure                          |
| Croix monolithe de Vielle-Louron                                 | Vielle-Louron                |                                                | 42° 50′ 02″ nord, 0° 24′ 12″ est               | « PA00095443 »                                 | Classé                                         | 1955                                           | Image manquante Téléverser                                      |
| Église Saint-Mercurial de Vielle-Louron                          | Vielle-Louron                |                                                | 42° 50′ 03″ nord, 0° 24′ 11″ est               | « PA00095444 »                                 | Classé                                         | 1979                                           | Église Saint-Mercurial de Vielle-Louron                         |
| Prieuré de Saint-Orens-en-Lavedan                                | Villelongue                  | Chemin Isaby                                   | 42° 57′ 05″ nord, 0° 02′ 05″ ouest             | « PA00095445 »                                 | Classé Inscrit                                 | 1983                                           | Prieuré de Saint-Orens-en-Lavedan                               |